# 1996年沖繩縣公投
1996年沖繩縣公投，正式名称为关于日美地位协定的重新评估与基地整理缩小县民投票（日语：／），是1996年9月8日，沖繩縣就修改《日美驻军地位协定》以及合并、裁减基地等问题举行的公民投票，此为日本第一次在都道府縣举行公投。
1995年9月4日发生駐沖繩美軍強姦事件，由于嫌疑人躲进了根据《日美驻军地位协定》享有治外法权的美军基地，冲绳县警方无法抓捕嫌疑人，駐日美軍基地集中在冲绳县的问题再次成为人们关注的焦点。投票结果89%的投票人（含無效／空白票）同意修改日美行政協定以及合并、裁减基地。

## 结果
| 選項               | 票數    | %      |
| ------------------ | ------- | ------ |
| 贊成               | 482,538 | 91.26% |
| 反對               | 46,232  | 8.74%  |
| 有效票             | 528,770 | 97.62% |
| 無效／空白票       | 12,868  | 2.38%  |
| 總共               | 541,638 | 100%   |
| 已登記選民／投票率 | 909,832 | 59.53% |
| 資料來源：         |         |        |

## 后续
公投之后駐日美軍和日本政府提出将普天间基地迁往名護市的边野古，但是1997年的名护市公投中，搬迁被以约54%的票数否决，2004年发生美军军机坠落，导致基地搬迁呼声加大。2009年民主黨总理鸠山由纪夫表态支持基地搬迁至县外，但是鸠山的发言讓美国十分不满，导致鸠山被迫請辭。2010年駐日美軍和日本政府表示：“经过研究普天间基地搬迁至县外是不可能的，随后再次决定将基地搬迁至边野古。”
作为对中央政府的不满，沖繩縣民于2014年沖繩縣知事選舉选出反对基地迁移的翁長雄志担任知事。2018年又选举反对基地迁移的玉城丹尼担任知事，2019年玉城丹尼再次组织公投，以實踐其競選承諾，并希望通过公投再次向中央政府施压，停止边野古基地的建设，将駐日美軍迁出沖繩。